# 秦南琴
秦南琴是武俠小說作家金庸筆下的一個角色。出現於第一版《射鵰英雄傳》及《神鵰俠侶》，首次出現於《射鵰英雄傳〈新盟舊約〉》一回。書中描述秦南琴終年不見陽光，肌膚沒半點血色「膚色極白，給月光一映，更增一種飄渺之感」，在舊版《射雕英雄傳》中，郭靖與黃蓉因事分手，路見不平，救了捕蛇老漢，與他孫女秦南琴相遇。但郭靖走後，老漢還是難逃毒手，而秦南琴亦被鐵掌幫擄去獻給楊康，遭他污辱而懷孕並誕下楊過。

## 背景
秦南琴是江西出生、籍貫廣東，隨爺爺秦老漢森林中捕蛇維生，學得一手打蛇絕活。因受郭靖所救，對郭靖心生好感，但郭靖心裡只有黃蓉，一直不知。後來因楊康得不到穆念慈，心生恨意，轉將南琴玷辱，使南琴生一子楊過。後設計使楊康遭蛇吻，再當著中毒垂死楊康的面，撕毀其珍愛的《武穆遺書》。在楊過五歲時，南琴為了護子被毒蛇咬傷而死。

## 新舊版差異
因金庸认为秦南琴与穆念慈二女的作用及個性遭遇頗為相似，略嫌重複，此角色自1980年修訂版起删去，其楊過生母身份被穆念慈取代，就如同血鳥一角，為僅存於舊版《射鵰英雄傳》中的人物。